# Wolfgang Ruf (Musikwissenschaftler)
Wolfgang Ruf (* 29. August 1941 in Radolfzell) ist ein deutscher Musikwissenschaftler und emeritierter Hochschullehrer.

## Leben
Wolfgang Ruf absolvierte nach einer Tätigkeit im Auswärtigen Amt ein Studium der Musikwissenschaft und Geschichte in der Universität Freiburg im Breisgau u. a. bei Hans Heinrich Eggebrecht und Rolf Damman. 1974 wurde er bei Eggebrecht zum Dr. phil. promoviert. Bis 1985 war Ruf wissenschaftlicher Mitarbeiter von Eggebrecht am Musikwissenschaftlichen Institut in Freiburg.
1984 habilitierte er sich und erhielt 1985 einen Ruf auf die Professur für Musikwissenschaft an der Universität Mainz. Von 1994 bis 2006 wirkte Ruf an der Universität Halle. Von 1995 bis 2009 war er Präsident der internationalen Georg-Friedrich-Händel-Gesellschaft in Halle (Saale). 1999 wurde er Editionsleiter (mit Terence Best) der Hallischen Händel-Ausgabe.
Er ist mit der Musikwissenschaftlerin Kathrin Eberl-Ruf verheiratet.

## Ehrungen
- 2011: Händel-Preis der Stadt Halle, vergeben durch die Stiftung Händel-Haus
- Ehrenmitglied der Georg-Friedrich-Händel-Gesellschaft

## Veröffentlichungen (Auswahl)
- Die Rezeption von Mozarts „Le nozze di Figaro“ bei den Zeitgenossen. In: Archiv für Musikwissenschaft, Beihefte zum Archiv für Musikwissenschaft; Bd. 16. Steiner, Wiesbaden 1977. Zugl.: Freiburg (Breisgau), Univ., Philos. Fak., Diss., 1974.
- Lexikon Musikinstrumente. Hrsg. von Wolfgang Ruf. Unter Mitarb. von Christian Ahrens. Meyers Lexikonverlag, Mannheim 1991.
- Der Klang der Stadt : Musikkultur in Halle vom 17. bis zum 20. Jahrhundert. (Forschungen zur hallischen Stadtgeschichte; Bd. 13.)  Mitteldeutscher Verlag, Halle (Saale) 2009.